# Juuso Simpanen
Juuso Simpanen est un footballeur finlandais né le 8 juin 1991 en Finlande.

## Palmarès
FC Honka
- Coupe de la Ligue de Finlande
  - Vainqueur (2) : 2010, 2011
- Coupe de Finlande
  - Vainqueur (1) : 2012